# Simulium smarti
Simulium smarti är en tvåvingeart som beskrevs av Vargas 1946. Simulium smarti ingår i släktet Simulium och familjen knott. Inga underarter finns listade i Catalogue of Life.